# ريا بيرلمان
ريا بيرلمان (بالإنجليزية: Rhea Perlman) هي كاتبةللأطفال وكاتِبة وممثلة أمريكية، ولدت في 31 مارس 1948 ببروكلين في الولايات المتحدة.

## أعمال

### أفلام
- (1995) بيكون كندي
- (1996) ماتيلدا[5]
- (2005) الدجاجة الآلية
- (2012) الجلسات[6]

### مسلسلات
- أم
- الدجاجة الآلية
- شيرز

## وصلات خارجية
- ريا بيرلمان على موقع IMDb (الإنجليزية)
- ريا بيرلمان على موقع روتن توميتوز (الإنجليزية)
- ريا بيرلمان على موقع قاعدة بيانات الأفلام العربية
- ريا بيرلمان على موقع ألو سيني (الفرنسية)
- ريا بيرلمان على موقع ميوزك برينز (الإنجليزية)
- ريا بيرلمان على موقع أول موفي (الإنجليزية)
- ريا بيرلمان على موقع قاعدة بيانات برودواي على الإنترنت (الإنجليزية)
- ريا بيرلمان على موقع قاعدة بيانات الأفلام السويدية (السويدية)
- ريا بيرلمان على موقع إن إن دي بي (الإنجليزية)
- ريا بيرلمان على موقع قاعدة بيانات الفيلم (الإنجليزية)